# 彰化県
彰化県（ジャンホワ/しょうか-けん）は中華民国台湾省中西部の県。県政府所在地は彰化市。

## 地理
彰化県は台湾島中西部に位置しており、台中市、南投県、雲林県と接している。位置:北緯23°49' - 24°10'、東経120°16' - 120°38'。

### 行政区画
| 区分 | 数 | 名称 |
| ---- | -- | --- |
| 市   | 2  | 彰化市 員林市 |
| 鎮   | 6  | 鹿港鎮 和美鎮 北斗鎮 渓湖鎮 田中鎮 二林鎮                                                                                     |
| 郷   | 18 | 線西郷 伸港郷 福興郷 秀水郷 花壇郷 芬園郷 大村郷 埔塩郷 埔心郷 永靖郷 社頭郷 二水郷 田尾郷 埤頭郷 芳苑郷 大城郷 竹塘郷 渓州郷 |

## 政治

### 行政

#### 県長
歴代県長

## 対外関係

### 姉妹自治体･提携自治体
姉妹自治体
- 長野県（日本 中部地方）-（2008年）

## 教育

### 高等教育機関

#### 大学（一般大学）

##### 国立
- 国立彰化師範大学

##### 私立
- 大葉大学
- 明道大学

#### 職業大学（科技大学/技術学院）
私立
- 建国科技大学
- 中州科技大学(2023年閉校)

### 高等学校

#### 高等学校(高中/高級中学/普高/普通型高級中等学校)

##### 国立
- 国立彰化女子高級中学
- 国立彰化高級中学
- 国立員林高級中学
- 国立鹿港高級中学

##### 県立
- 彰化県立和美高級中学‐高中部 ※中高一貫校
- 彰化県立二林高級中学‐高中部 ※中高一貫校
- 彰化県立成功高級中学‐高中部 ※中高一貫校
- 彰化県立田中高級中学‐高中部 ※中高一貫校

##### 私立
- 彰化県私立精誠高級中学‐高中部 ※中高一貫校
- カトリック教会私立文興高級中学‐高中部 ※中高一貫校
- 正徳学校財団法人彰化県正徳高級中学‐高中部 ※小中高一貫校

#### 総合高等学校(高中/高級中学/総高/総合型高級中等学校)

##### 国立
- 国立渓湖高級中学

#### 芸術高等学校(高中/高級中学/芸術型高級中等学校)

##### 県立
- 彰化県立彰化芸術高級中学‐高中部 ※中高一貫校

#### 専門高等学校(高職/高級職業学校/技高/技術型高級中等学校)

##### 国立
- 国立彰化師範大学附属高級工業職業学校
- 国立彰化高級商業職業学校
- 国立員林高級家事商業職業学校
- 国立員林崇実高級工業職業学校
- 国立員林高級農工職業学校
- 国立鹿港高級中学-高職部
- 国立北斗高級家事商業職業学校
- 国立二林高級工商職業学校
- 国立秀水高級工業職業学校
- 国立永靖高級工業職業学校

##### 私立
- 正徳学校財団法人彰化県正徳高級中学-高職部 ※小中高一貫校
- 彰化県私立大慶高級商工職業学校
- 達徳高級商工職業学校

### 中学校(国中/国民中学)・小学校(国小/国民小学)・小中学校(国中小/国民中小学)

#### 県立・私立・公立

##### 彰化市
- 彰化県立陽明国民中学
- 彰化県立彰安国民中学
- 彰化県立彰徳国民中学
- 彰化県立彰興国民中学
- 彰化県立彰泰国民中学
- 彰化県立信義国民中小学 ※小中一貫校
- 彰化県立彰化芸術高級中学-国中部 ※中高一貫校
- 彰化県私立精誠高級中学‐国中部 ※中高一貫校
- 正徳学校財団法人彰化県正徳高級中学‐国中部・国小部 ※小中高一貫校
- 彰化県彰化市中山国民小学
- 彰化県彰化市民生国民小学
- 彰化県彰化市快官国民小学
- 彰化県彰化市大竹国民小学
- 彰化県彰化市南郭国民小学
- 彰化県彰化市泰和国民小学
- 彰化県彰化市平和国民小学
- 彰化県彰化市東芳国民小学
- 彰化県彰化市三民国民小学
- 彰化県彰化市南興国民小学
- 彰化県彰化市石牌国民小学
- 彰化県彰化市聯興国民小学
- 彰化県彰化市国聖国民小学
- 彰化県彰化市忠孝国民小学
- 彰化県彰化市大成国民小学

##### 員林市
- 彰化県立員林国民中学
- 彰化県立明倫国民中学
- 彰化県立大同国民中学
- 彰化県員林市員林国民小学
- 彰化県員林市東山国民小学
- 彰化県員林市青山国民小学
- 彰化県員林市育英国民小学
- 彰化県員林市靜修国民小学
- 彰化県員林市明湖国民小学
- 彰化県員林市僑信国民小学
- 彰化県員林市饒明国民小学
- 彰化県員林市員東国民小学

##### 和美鎮
- 彰化県立和美高級中学‐国中部 ※中高一貫校
- 彰化県立和群国民中学
- 彰化県和美鎮和美国民小学
- 彰化県和美鎮大嘉国民小学
- 彰化県和美鎮和東国民小学
- 彰化県和美鎮新莊国民小学
- 彰化県和美鎮大栄国民小学
- 彰化県和美鎮培英国民小学

##### 鹿港鎮
- 彰化県立鹿港国民中学 ※校名は「鹿港国中」ですが、実際には隣接する福興郷に位置しています。
- 彰化県立鹿鳴国民中学
- 彰化県立鹿江国際中小学 ※小中一貫校
- 彰化県鹿港鎮鹿港国民小学
- 彰化県鹿港鎮文開国民小学
- 彰化県鹿港鎮草港国民小学
- 彰化県鹿港鎮頂番国民小学
- 彰化県鹿港鎮鹿東国民小学
- 彰化県鹿港鎮東興国民小学
- 彰化県鹿港鎮海埔国民小学
- 彰化県鹿港鎮洛津国民小学
- 彰化県鹿港鎮新興国民小学

##### 渓湖鎮
- 彰化県立渓湖国民中学
- 彰化県立成功高級中学‐国中部 ※中高一貫校
- 彰化県渓湖鎮渓湖国民小学
- 彰化県渓湖鎮湖南国民小学
- 彰化県渓湖鎮湖東国民小学
- 彰化県渓湖鎮媽厝国民小学
- 彰化県渓湖鎮湖西国民小学
- 彰化県渓湖鎮東溪国民小学
- 彰化県渓湖鎮湖北国民小学

##### 田中鎮
- 彰化県立田中高級中学‐国中部 ※中高一貫校
- カトリック教会私立文興高級中学‐国中部 ※中高一貫校
- 彰化県田中鎮田中国民小学
- 彰化県田中鎮三潭国民小学
- 彰化県田中鎮大安国民小学
- 彰化県田中鎮内安国民小学
- 彰化県田中鎮東和国民小学
- 彰化県田中鎮明礼国民小学
- 彰化県田中鎮新民国民小学

##### 北斗鎮
- 彰化県立北斗国民中学
- 彰化県北斗鎮北斗国民小学
- 彰化県北斗鎮万来国民小学
- 彰化県北斗鎮螺陽国民小学
- 彰化県北斗鎮螺青国民小学
- 彰化県北斗鎮大新国民小学

##### 二林鎮
- 彰化県立二林高級中学‐国中部

※中高一貫校
- 彰化県立万興国民中学
- 彰化県二林鎮二林国民小学
- 彰化県二林鎮中正国民小学
- 彰化県二林鎮育徳国民小学
- 彰化県二林鎮広興国民小学
- 彰化県二林鎮万合国民小学
- 彰化県二林鎮中興国民小学
- 彰化県二林鎮香田国民小学
- 彰化県二林鎮新生国民小学
- 彰化県二林鎮興華国民小学
- 彰化県二林鎮万興国民小学

##### 芬園郷
- 彰化県立芬園国民中学
- 彰化県芬園郷芬園国民小学
- 彰化県芬園郷富山国民小学
- 彰化県芬園郷宝山国民小学
- 彰化県芬園郷同安国民小学
- 彰化県芬園郷文徳国民小学
- 彰化県芬園郷茄荖国民小学

##### 花壇郷
- 彰化県立花壇国民中学
- 彰化県花壇郷花壇国民小学
- 彰化県花壇郷文祥国民小学
- 彰化県花壇郷僑愛国民小学
- 彰化県花壇郷三春国民小学
- 彰化県花壇郷白沙国民小学
- 彰化県花壇郷華南国民小学

##### 線西郷
- 彰化県立線西国民中学
- 彰化県線西郷線西国民小学
- 彰化県線西郷曉陽国民小学

##### 伸港郷
- 彰化県立伸港国民中学
- 彰化県伸港郷伸仁国民小学
- 彰化県伸港郷伸東国民小学
- 彰化県伸港郷大同国民小学
- 彰化県伸港郷新港国民小学

##### 秀水郷
- 彰化県立秀水国民中学
- 彰化県秀水郷秀水国民小学
- 彰化県秀水郷育民国民小学
- 彰化県秀水郷明正国民小学
- 彰化県秀水郷馬興国民小学
- 彰化県秀水郷陝西国民小学
- 彰化県秀水郷華龍国民小学

##### 福興郷
- 彰化県立福興国民中学
- 彰化県立鹿港国民中学

※校名は「鹿港国中」ですが、実際には隣接する福興郷に位置しています。
- 彰化県福興郷大興国民小学
- 彰化県福興郷日新国民小学
- 彰化県福興郷永豊国民小学
- 彰化県福興郷管嶼国民小学
- 彰化県福興郷文昌国民小学
- 彰化県福興郷西勢国民小学
- 彰化県福興郷育新国民小学

##### 永靖郷
- 彰化県立永靖国民中学
- 彰化県永靖郷永靖国民小学
- 彰化県永靖郷福徳国民小学
- 彰化県永靖郷徳興国民小学
- 彰化県永靖郷永興国民小学
- 彰化県永靖郷福興国民小学

##### 大村郷
- 彰化県立大村国民中学
- 彰化県大村郷大村国民小学
- 彰化県大村郷村上国民小学
- 彰化県大村郷大西国民小学
- 彰化県大村郷村東国民小学
- 彰化県大村郷アインシュタイン実験小学

##### 埔心郷
- 彰化県立埔心国民中学
- 彰化県埔心郷埔心国民小学
- 彰化県埔心郷太平国民小学
- 彰化県埔心郷明聖国民小学
- 彰化県埔心郷梧鳳国民小学
- 彰化県埔心郷旧館国民小学
- 彰化県埔心郷羅厝国民小学
- 彰化県埔心郷鳳霞国民小学

##### 埔塩郷
- 彰化県立埔塩国民中学
- 彰化県埔塩郷埔塩国民小学
- 彰化県埔塩郷好修国民小学
- 彰化県埔塩郷新水国民小学
- 彰化県埔塩郷永楽国民小学
- 彰化県埔塩郷天盛国民小学
- 彰化県埔塩郷南港国民小学
- 彰化県埔塩郷大園国民小学

##### 二水郷
- 彰化県立二水国民中学
- 彰化県二水郷二水国民小学
- 彰化県二水郷復興国民小学
- 彰化県二水郷源泉国民小学

##### 社頭郷
- 彰化県立社頭国民中学
- 彰化県社頭郷社頭国民小学
- 彰化県社頭郷清水国民小学
- 彰化県社頭郷崙雅国民小学
- 彰化県社頭郷湳雅国民小学
- 彰化県社頭郷朝興国民小学
- 彰化県社頭郷橋頭国民小学
- 彰化県社頭郷旧社国民小学

##### 田尾郷
- 彰化県立田尾国民中学
- 彰化県田尾郷田尾国民小学
- 彰化県田尾郷陸豊国民小学
- 彰化県田尾郷南鎮国民小学
- 彰化県田尾郷仁豊国民小学

##### 渓州郷
- 彰化県立渓州国民中学
- 彰化県立渓陽国民中学
- 彰化県渓州郷溪州国民小学
- 彰化県渓州郷大莊国民小学
- 彰化県渓州郷水尾国民小学
- 彰化県渓州郷成功国民小学
- 彰化県渓州郷成功国民小学-西畔分校
- 彰化県渓州郷僑義国民小学
- 彰化県渓州郷三條国民小学
- 彰化県渓州郷圳寮国民小学
- 彰化県渓州郷南州国民小学
- 彰化県渓州郷潮洋国民小学

##### 埤頭郷
- 彰化県立埤頭国民中学
- 彰化県埤頭郷埤頭国民小学
- 彰化県埤頭郷大湖国民小学
- 彰化県埤頭郷中和国民小学
- 彰化県埤頭郷合興国民小学
- 彰化県埤頭郷芙朝国民小学
- 彰化県埤頭郷豊崙国民小学

##### 竹塘郷
- 彰化県立竹塘国民中学
- 彰化県竹塘郷竹塘国民小学
- 彰化県竹塘郷民靖国民小学
- 彰化県竹塘郷長安国民小学
- 彰化県竹塘郷土庫国民小学
- 彰化県竹塘郷田頭国民小学

##### 芳苑郷
- 彰化県立芳苑国民中学
- 彰化県立草湖国民中学
- 彰化県立民権シュタイナー実験国民中小学
- 彰化県芳苑郷芳苑国民小学
- 彰化県芳苑郷漢宝国民小学
- 彰化県芳苑郷王功国民小学
- 彰化県芳苑郷育華国民小学
- 彰化県芳苑郷建新国民小学
- 彰化県芳苑郷後寮国民小学
- 彰化県芳苑郷草湖国民小学
- 彰化県芳苑郷新宝国民小学
- 彰化県芳苑郷路上国民小学

##### 大城郷
- 彰化県立大城国民中学
- 彰化県大城郷大城国民小学
- 彰化県大城郷西港国民小学
- 彰化県大城郷美豊国民小学

### 特別支援学校(特殊教育学校)
国立
- 国立彰化特殊教育学校
- 国立和美実験学校

## 交通

### 一般鉄道
- 台湾鉄路管理局西部幹線 (縦貫線)
  - 縦貫線南段
  - 台中線
  - 海岸線

### 高速鉄道
- 台湾高速鉄道
  - 彰化駅

### 高速道路
- 中山高速道路 (国道一號)
  - 彰化系統交流道（国道三號で連接する）
  - 彰化交流道
  - 埔塩系統交流道（台76線で連接する）
  - 員林交流道
  - 北斗交流道
- フォルモサ高速道路 (国道三號)
  - 和美交流道
  - 彰化系統交流道（国道一號で連接する）
  - 快官交流道

### 省道高速道路
- 台61線
  - 伸港交流道
  - 線西交流道
  - 洋厝交流道
  - 鹿港交流道
  - 福興交流道
  - 漢宝交流道
  - 王功交流道
  - 大城交流道
- 台74線
  - 快官交流道
- 台76線
  - 埔塩交流道
  - 埔心交流道
  - 員林交流道
  - 林厝交流道

### 一般省道
- 台1線
- 台14線
- 台17線
- 台19線

## 観光

### 観光スポット
- 彰化市
  - 八卦山大仏
  - 彰化孔子廟（中国語版）
  - 彰化扇形庫
- 田尾郷
  - 田尾公路花園（中国語版）
- 花壇郷
  - 虎山巌（中国語版）
  - 台湾民俗村（中国語版）
- 鹿港鎮
  - 鹿港天后宮（中国語版）
  - 鹿港龍山寺（中国語版）
- 渓湖鎮
  - 渓湖製糖所

## 文化

### 名産品
- 芬園の楓坑ビーフン
- 大村の巨峰ブドウ
- 花壇の西施文旦(ブンタン)
- 田尾のキク(菊）
- 二水の濁水硯(すずり)

### 食文化
代表的な飲食
- 鹿港鎮/蚵仔煎（オアチェン）
- 肉圓（バーワン）
  - 彰化肉圓
  - 北斗肉圓
  - 北斗肉圓生:肉圓生-北斗名產 台灣十大小吃-總統宴敘指定小吃
- 肉饅
  - 老龍師肉饅(鹿港鎮の飲食)

## 出身･関連著名人
- 頼和（中国語版）：作家、台湾新文学の父、台湾小説文学の母
- 許常恵（中国語版）：台湾の音楽家、教育者
- 蔡志忠：漫画家
- 辜顕栄：実業家
- 施振栄（スタン・シー）：企業家、エイサー共同創業者、名誉会長。
- 施崇棠（中国語版）：実業家。ASUS会長
- 王振堂：実業家。エイサー会長、同社最高経営責任者（CEO）
- 謝東閔：元台湾省議会議長、台湾省主席、中華民国第六代副総統
- 姚嘉文：元立法委員、中華民国考試院院長
- 許世楷：元駐日大使、静宜大学教授
- 陳肇敏（中国語版）：元中華民国国防部長（防衛省大臣、2008年-2009年）
- 林献堂 : 日本統治下の台湾における民族運動指導者
- 林月雲 : 陸上競技選手[3]